# Litoprosopus hatuey
Litoprosopus hatuey är en fjärilsart som beskrevs av Felipe Poey 1832. Litoprosopus hatuey ingår i släktet Litoprosopus och familjen nattflyn. Inga underarter finns listade i Catalogue of Life.